# Jus de raisin

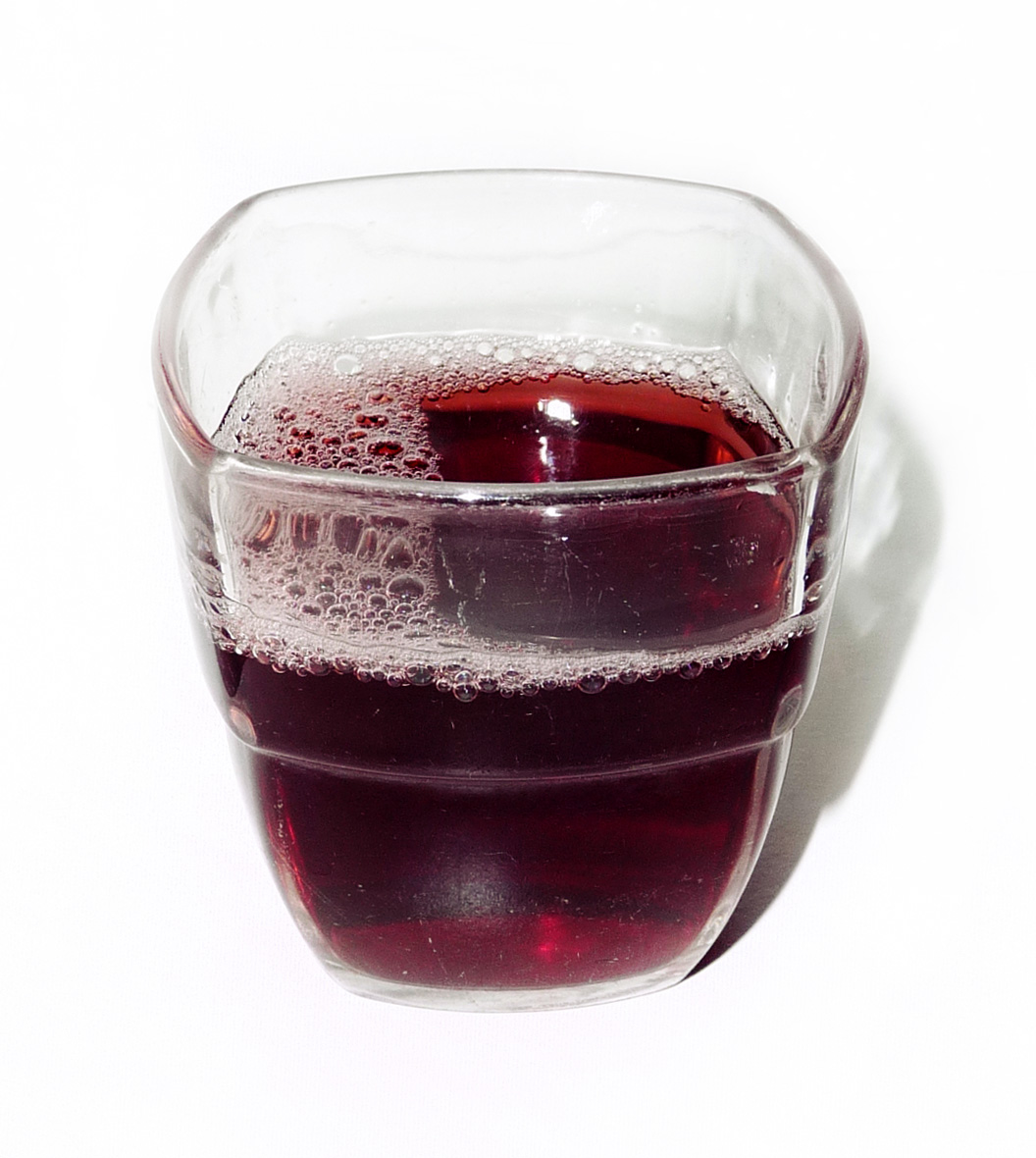
Verre de jus de raisin rouge.

Le jus de raisin est le liquide extrait de la pulpe des baies de raisin. Il peut se consommer comme boisson en l'état, s'il est destiné à être fermenté en vin, il est appelé moût.

## Composition
Le jus de raisin mûr est composé d'environ 80% d'eau, il contient de 15 à 25 % de glucides selon la maturité des baies, composés de glucose et de fructose à parts égales.
Les sucres sont stockés en plus ou moins grande quantité (selon le cépage, le sol, et le climat) par le grain de raisin au cours de la maturation.
Produits de photosynthèse de la feuille et produits de réserve, le saccharose est hydrolysé en glucose et fructose et l’amidon en glucose (c’est sous la forme de sucres réducteurs qu’a lieu la migration vers le raisin). Au cours de la maturation, la proportion de fructose augmente et finalement à la maturité, le rapport glucose/fructose est proche de 0,95.
Le jus de raisin contient également du resvératrol.

## Qualité

### Organoleptique
La qualité organoleptique dépend du cépage, mais aussi de la teneur en sucre : les producteurs de vins et spiritueux cherchent des raisins plutôt riches en sucre qui produiront l'alcool, alors que pour les jus de fruits on cherche des variétés produisant des jus plus acides et moins sucrés,.

### Aspects sanitaires
Les grains biens murs et exempts de maladies et de résidus de produits phytosanitaires (comme les pesticides) donnent un jus de meilleure qualité.